# 哥特王朝II
《哥特王朝II》是德国开发商Piranha Bytes开发的角色扮演游戏，是《哥特王朝》的续作。于2002年11月29日在德国由Jowood和Atari发行。北美地区则在2003年10月28日发行。

## 剧情
监狱的魔法屏障被毁，导致国家的矿石供应中断。国王派出一位公王率领100个骑士前往Khorinis岛保障矿石的安全。

## 评价
哥特王朝II在德国赢得了一致好评，然而游戏在北美却收到许多批评意见。其中批评比较集中的是关于游戏的图像，其次英文版本的翻译以及配音也引起玩家不满。许多评论员把矛头直指主角Diego声音的差异。游戏在一个RPG主题站RPGdot中几乎获得满分。它在其他网站如IGN和Gamespot上也得到了8分的高分（10分制）。唯GameSpy只给了它2分（5分制）。

## 哥特系列
- 哥特王朝－2001年
- 哥特王朝II：乌鸦之夜－2003年（只有德语版本）
- 哥特王朝II黄金版－2005年（包括原版和英语资料片《乌鸦之夜》）
- 哥特王朝3－2006年
- 哥特王朝3：起源－2008年1月15日（由Handy-Games开发的手机版）
- 哥特王朝4：阿卡尼亚 - 2010年10月8日（由SpellBound开发）